# Acaulopage hystricospora
Acaulopage hystricospora är en svampart som beskrevs av Drechsler 1946. Acaulopage hystricospora ingår i släktet Acaulopage och familjen Zoopagaceae.   Inga underarter finns listade i Catalogue of Life.